# Campeonato Profesional 1982
Il Campeonato Profesional 1982 fu la trentaquattresima edizione del campionato colombiano di calcio; fu strutturato in due fasi, Torneo Apertura e Finalización, che davano l'accesso al girone finale da otto squadre. Il campionato fu vinto dall'América de Cali per la seconda volta nella sua storia.

## Torneo Apertura
| Pos | Squadra              | P  | G  | V  | N  | S  | GF | GS |
| --- | -------------------- | -- | -- | -- | -- | -- | -- | -- |
| 1.  | América de Cali      | 34 | 26 | 10 | 12 | 4  | 35 | 19 |
| 2.  | Deportivo Cali       | 33 | 26 | 13 | 7  | 6  | 45 | 30 |
| 3.  | Deportivo Pereira    | 32 | 26 | 14 | 4  | 8  | 39 | 34 |
| 4.  | Atlético Nacional    | 29 | 26 | 9  | 11 | 6  | 33 | 26 |
| 5.  | Medellín             | 28 | 26 | 11 | 6  | 9  | 43 | 39 |
| 6.  | Santa Fe             | 26 | 26 | 11 | 4  | 11 | 40 | 34 |
| 7.  | Unión Magdalena      | 26 | 26 | 9  | 8  | 9  | 30 | 29 |
| 8.  | Cúcuta Deportivo     | 26 | 26 | 10 | 6  | 10 | 36 | 38 |
| 9.  | Once Caldas          | 25 | 26 | 8  | 9  | 9  | 29 | 33 |
| 10. | Atlético Bucaramanga | 24 | 26 | 9  | 6  | 11 | 44 | 51 |
| 11. | Junior               | 22 | 26 | 7  | 8  | 11 | 36 | 34 |
| 12. | Deportes Tolima      | 22 | 26 | 6  | 10 | 10 | 26 | 32 |
| 13. | Millonarios          | 21 | 26 | 7  | 7  | 12 | 35 | 42 |
| 14. | Deportes Quindío     | 16 | 26 | 4  | 8  | 14 | 25 | 55 |

- Nota: per stabilire il campione di questo torneo si dovettero giocare due partite di spareggio tra América de Cali e Deportivo Cali: la prima terminò 2-2, mentre la seconda vide la vittoria per 2-1 dell'América.

|  | Classificato al girone finale |
|  | Gruppo A del Finalización.    |

## Torneo Finalización

### Grupo A
| Pos | Squadra           | P  | G  | V  | N  | S  | GF | GS |
| --- | ----------------- | -- | -- | -- | -- | -- | -- | -- |
| 1.  | América de Cali   | 27 | 21 | 11 | 5  | 5  | 37 | 17 |
| 2.  | Deportivo Pereira | 24 | 21 | 7  | 10 | 4  | 27 | 22 |
| 3.  | Atlético Nacional | 23 | 21 | 8  | 7  | 6  | 35 | 28 |
| 4.  | Deportivo Cali    | 22 | 21 | 8  | 6  | 7  | 25 | 32 |
| 5.  | Medellín          | 22 | 21 | 5  | 12 | 4  | 28 | 23 |
| 6.  | Unión Magdalena   | 18 | 21 | 7  | 4  | 10 | 25 | 38 |
| 7.  | Santa Fe          | 18 | 21 | 6  | 8  | 7  | 41 | 36 |

### Grupo B
| Pos | Squadra              | P  | G  | V  | N | S  | GF | GS |
| --- | -------------------- | -- | -- | -- | - | -- | -- | -- |
| 1.  | Deportes Tolima      | 33 | 21 | 14 | 5 | 2  | 45 | 19 |
| 2.  | Millonarios          | 29 | 21 | 12 | 5 | 4  | 33 | 12 |
| 3.  | Junior               | 27 | 21 | 13 | 1 | 7  | 37 | 21 |
| 4.  | Once Caldas          | 16 | 21 | 6  | 4 | 11 | 23 | 38 |
| 5.  | Atlético Bucaramanga | 15 | 21 | 7  | 1 | 13 | 26 | 42 |
| 6.  | Cúcuta Deportivo     | 15 | 21 | 4  | 7 | 10 | 29 | 43 |
| 7.  | Deportes Quindío     | 5  | 21 | 1  | 3 | 17 | 18 | 55 |

|  | Classificato al girone finale |

## Octagonal final
| Pos | Squadra           | P  | G  | V | N | S | GF | GS |
| --- | ----------------- | -- | -- | - | - | - | -- | -- |
| 1.  | América de Cali   | 20 | 14 | 8 | 4 | 2 | 22 | 14 |
| 2.  | Deportes Tolima   | 17 | 14 | 6 | 5 | 3 | 20 | 16 |
| 3.  | Millonarios       | 15 | 14 | 6 | 3 | 5 | 17 | 15 |
| 4.  | Deportivo Pereira | 14 | 14 | 5 | 4 | 5 | 22 | 22 |
| 5.  | Deportivo Cali    | 13 | 14 | 2 | 9 | 3 | 16 | 18 |
| 6.  | Atlético Nacional | 11 | 14 | 4 | 3 | 7 | 17 | 21 |
| 7.  | Medellín          | 11 | 14 | 4 | 3 | 7 | 13 | 18 |
| 3.  | Junior            | 11 | 14 | 3 | 5 | 6 | 16 | 19 |

## Verdetti
- América de Cali campione di Colombia.
- América de Cali e Deportes Tolima qualificati alla Coppa Libertadores 1983

## Classifica marcatori
| None            | Squadra              | Gol |
| --------------- | -------------------- | --- |
| Miguel González | Atlético Bucaramanga | 27  |
| Humberto Sierra | América de Cali      | 22  |